# Desmodium painteri
Desmodium painteri är en ärtväxtart som först beskrevs av Joseph Nelson Rose och Joseph Hannum Painter, och fick sitt nu gällande namn av Paul Carpenter Standley. Desmodium painteri ingår i släktet Desmodium och familjen ärtväxter. Inga underarter finns listade i Catalogue of Life.